# Синклинала
В геологията синклинала е вид вдлъбната гънкова структура, при която бедрата потъват към осовата равнина. Най-ниската част на синклиналата се нарича кил. За да се дефинира дадена гънка като синклинала, необходимо е да се знае възрастта на пластореда. В една синклинала ядката е изградена от по-млади скали, а мантията – от по-стари. При неизяснена възраст на скалите, изграждащи негативна гънкова структура, тя се нарича синформа.